# Église Saint-Louis-d'Anjou de Martigues
L'église Saint-Louis-d'Anjou est un édifice religieux du culte catholique de la commune de Martigues dans les Bouches-du-Rhône, situé dans la rue du Colonel-Denfert-Rochereau, quartier de Ferrières.

## Historique
La construction du premier édifice remonte au XIVe siècle, dans ce quartier de Ferrières créé en 1250, entouré de remparts d'une hauteur de 7 à 8 mètres. l'église fut reconstruite en 1675 dans un style très sobre, correspondant bien à la pauvreté de ce quartier au XVIIe siècle.
En 1457, le roi René, comte de Provence et roi de Sicile, achète à l'archevêque d'Arles, Pierre de Foix, ses droits sur Ferrières que ses prédécesseurs avaient acquis en 540 et 1226.
L'eau de Tholon arrive dans la paroisse, ainsi que dans celle de l'Île en 1575.
Le 21 avril 1581, les représentants des trois villages de : Jonquières (appartenant à l'abbaye de Montmajour), l'Île (appartenant au comte de Provence), et Ferrières (appartenant à l'archevêché d'Arles), signèrent l'acte de fondation de la ville de Martigues. Une plaque commémorative garde le souvenir de l'événement.
Jules Roussin met des terrains lui appartenant à la disposition des Capucins pour qu'ils installent leur couvent. Les Pénitents bleus ont une chapelle à Ferrières dont on peut voir le porche en pierre aux bossages aplatis, ce qui est unique en architecture. C'est en 1650 que sont entrepris des travaux d'agrandissement de l'église.
En 1766, l'archevêque d'Arles est prieur décimateur de Ferrières, cette dîme lui rapporte, une année commune : cent milleroles de vin et cinquante charges de bled. La cure est desservie par un curé, deux vicaires et un sacritain. Les revenus de la cure de Ferrières sont les moins élevés des trois paroisses soit 1000 livres contre 1500 aux autres. L'archevêque est collateur des cures de Ferrières mais aussi de l'Île. Cette paroisse possède aussi un couvent de capucins qui abrite huit religieux. 
C'est au cours de travaux réalisés en 2003 que furent mis au jour des tombeaux dont les dalles étaient gravées. Sur les dalles inférieures figure un chapeau d'évêque avec un ruban sur lequel on peut lire une devise sur l'un d'eux et sur l'autre, les armoiries sont couronnées d'un heaume de chevalier orné de lambrequins. La paroisse est le berceau d'origine d'une des branches des familles de Rambaud, Lieutaud, Arnaud.
Cette église-relais dépend aujourd'hui de la paroisse de Martigues, paroisse rattachée à l'archidiocèse d'Aix-en-Provence.

## Architecture
Son clocher actuel, comporte une flèche en pierre d'une grande sobriété qui a été construit en 1868.

## Sépultures
Caveau de la Maison des de Turc.

## Confrérie
Celle de Saint Louis d'Anjou, au XVIIe siècle était chargée d'organiser la grande procession jusqu'à Notre-Dame de la Miséricorde. Elle promenait à cette occasion une statue de la Vierge en argent qui a disparu à la Révolution. On lui substitua celle en bois que l'on voit maintenant.

## Trésor et reliques
Objets de culte, reliquaires, statues dans une vitrine protégée. En 1728, un fragment des côtes de Gérard Tenque est remis à l'église.

## Curés
(liste non exhaustive)
En 1790, le curé possède un revenu de 885 livres.
- 1730 - Lerachon